# 長鬚片唇鮈
长须片唇鮈（学名：Platysmacheilus longibarbatus）为輻鰭魚綱鯉形目鲤科片唇鮈属的鱼类，是中国的特有物种。分布于湖北崇阳等。该物种的模式产地在湖北崇阳。

## 特徵
本魚身體淺灰色及黃色與背面深色;腹部白灰色；有五個大的黑色斑點沿著背面散布；灰色斑紋沿著身體的側部延伸；在背鰭與尾鰭鰭上有小的黑色斑點，身體細長又前面的部分圓筒形的與較後面的部分扁長形；尾柄細長，吻尖而長，觸鬚1對，體長可達8.1公分。

## 生態
本魚棲息在沙石底質、水質清澈的溪流，群居在底層水域。

## 外部連結
- 长须片唇鮈的圖片 （页面存档备份，存于）

## 扩展阅读
維基物種上的相關：长须片唇鮈